# Medborgarkontor
Medborgarkontor är ett kontor för offentlig service, i första hand given av kommuner, där kontaktfunktionen från flera olika offentliga enheter samlokaliseras för att ge medborgaren lättare åtkomst. I medborgarkontoren erbjuds också förutom rent administrativ service, möjlighet få tillgång till samhällsinformation och ibland även rådgivning i ekonomiska och juridiska frågor.

## Sverige
Det första "Medborgarkontoret" inrättades 1987 i Botkyrka kommun, de kallade kontoret för servicestuga. Västernorrlands län startade 1989 ett projekt som hette Samordning av Lokal Offentlig Service- SLOS. Projektet utmynnade i ett Medborgarkontor i Ånge kommun. Året efter startade Härnösand sitt Medborgarkontor.
1992 skapades en grupp inom civildepartementet vars uppgift var att följa och utvärdera de Medborgarkontor som fanns. De skulle även studera rättsliga frågor och ge förslag på lagförändringar som behövdes. Departementet skulle även uppmuntra försök med utveckling av offentliga databaser som kunde användas inom Medborgarkontoren.

## Danmark
Medborgarkontor kallas här "kvikskrank" (snabbdisk), det tolkas som en disk där man alltså snabbt kan få svar.

## Storbritannien och USA
I Storbritannien och USA heter det "One – stop – shop" som tolkas som att man gör "alla" ärenden på samma ställe.